# Tuttifruttidorp

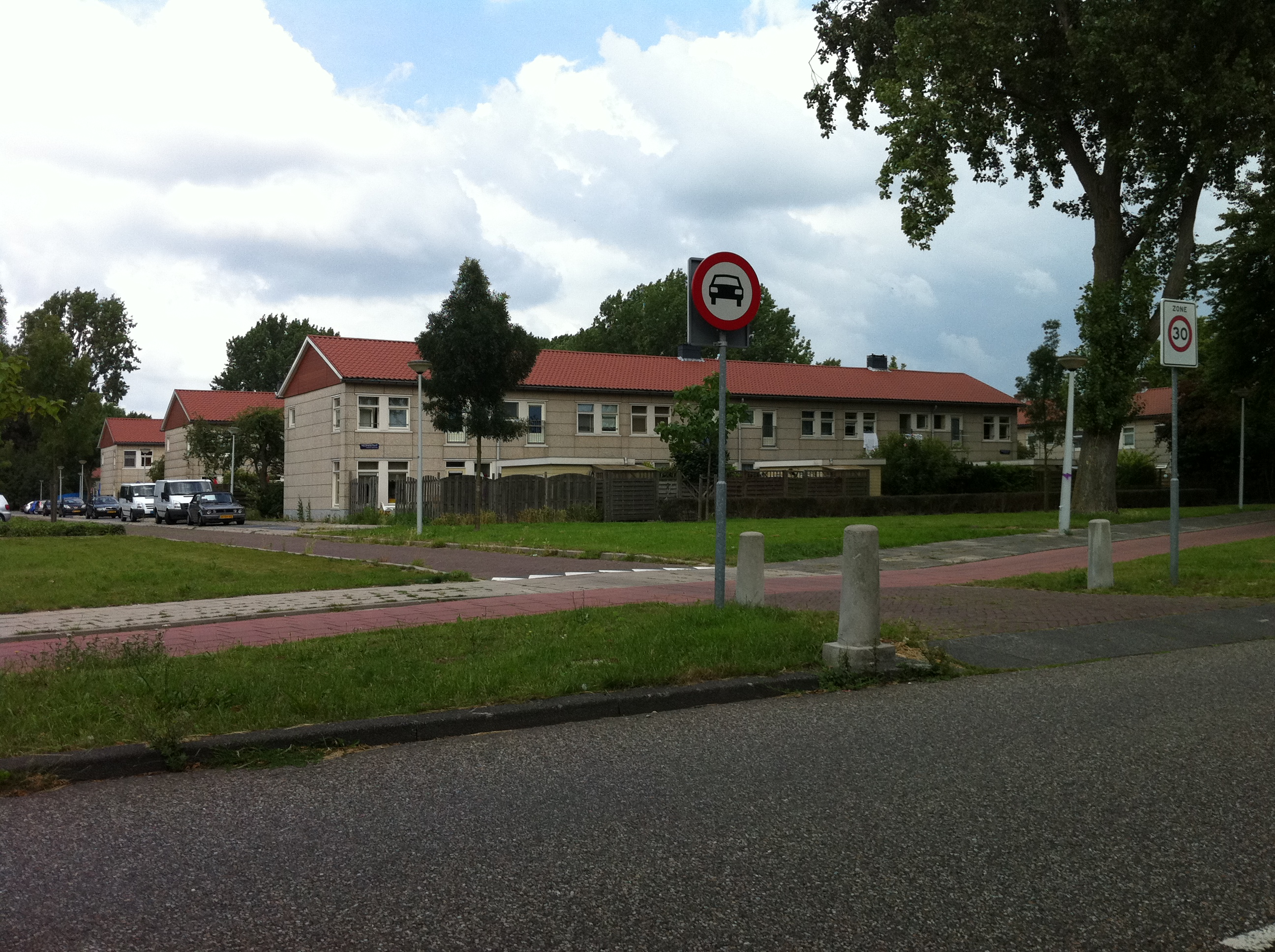
Duplexwoningen in Tuttifruttidorp.

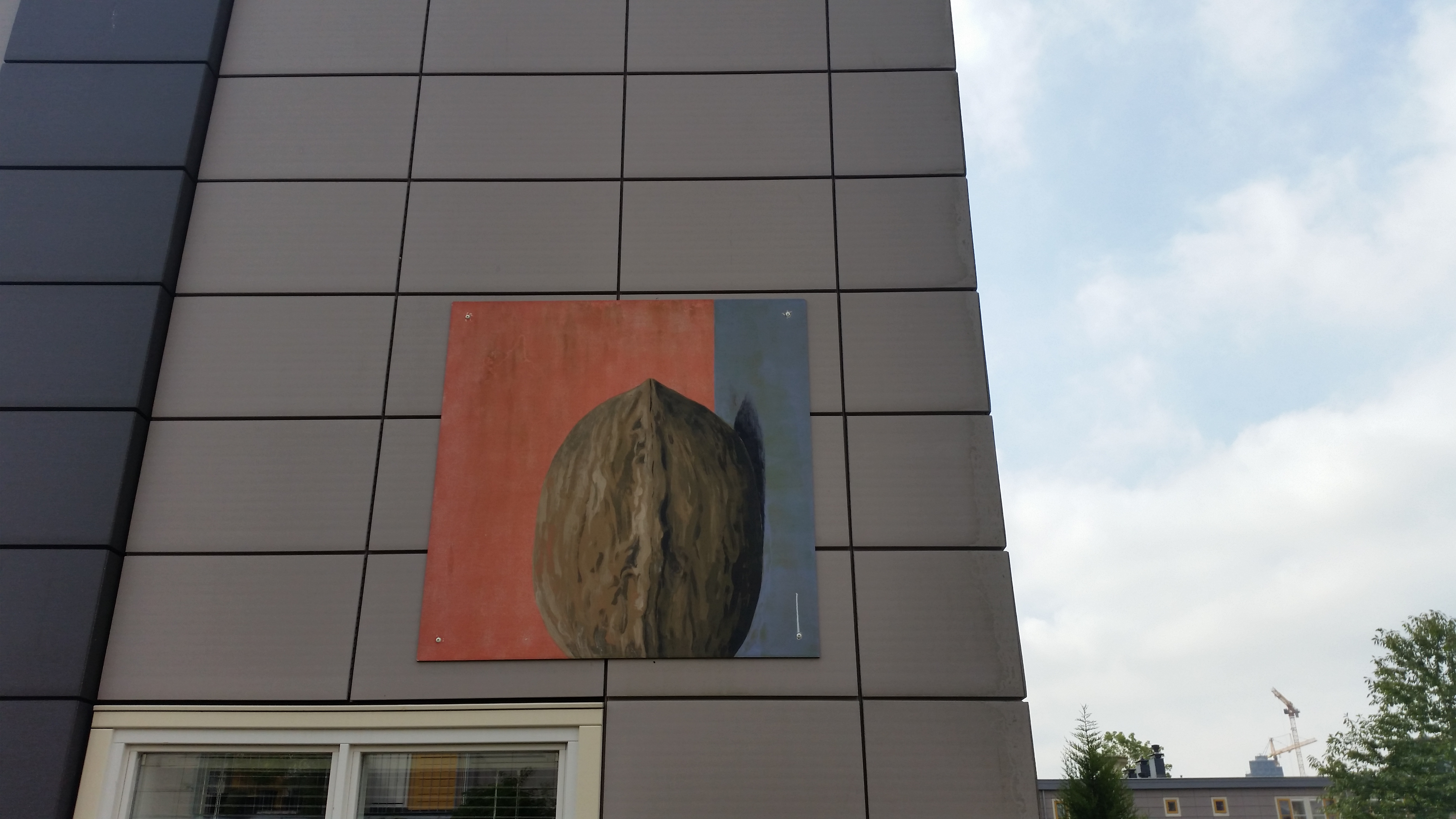
Kunst bij Notenstraat (september 2018)

Tuttifruttidorp, ook wel Terrasdorp genoemd, is een buurt van Tuindorp Oostzaan in Amsterdam-Noord. Het is in de jaren 50 van de 20e eeuw gebouwd in de Noorder IJpolder op een driehoekig terrein ten oosten van het bestaande tuindorp en ten westen van het Zijkanaal I. Dat was het westelijk gedeelte van een voormalige baggerstortplaats. De naam is in de volksmond ontstaan door de "fruitige" straatbenamingen, die de inwoners aan tuttifrutti deden denken. 
De naam Terrasdorp verwijst naar de hogere ligging ten opzichte van het aangrenzende Tuindorp Oostzaan.

## Geschiedenis
Het uitbreidingsplan Tuindorp Oostzaan-Oost werd in 1950 vastgesteld. Dat was de periode van wederopbouw na de Tweede Wereldoorlog. Vanwege schaarste aan materiële en financiële middelen werd in deze periode geëxperimenteerd met nieuwe, industriële bouwwijzen, zoals betonnen prefab-elementen. Het uitbreidingsplan bestond uit drie groepen bebouwing. De eerste bebouwingsgroep omvatte 199 duplexwoningen en 179 eengezinswoningen van het type Airey, gebouwd door de NV Nederlandse Maatschappij voor Volkshuisvesting (Nemavo) uit Amsterdam, naar een ontwerp van prof. ir. H.Th. Zwiers. De zogeheten "Nemavo-Airey"-woonblokken konden relatief snel gerealiseerd worden, omdat werd gewerkt met standaardmaten, standaardplattegronden en betonnen prefab-bouwonderdelen. Elders werd een ander prefab-bouwsysteem toegepast, het Dotremont-Ten Bosch-systeem, van de architect Wim ten Bosch (1895-1967). In de Frambozenstraat werden ook huizen met één bouwlaag voor ouderen gebouwd; die zijn inmiddels gesloopt.

### Sociale woningbouw
De woningen waren bedoeld als sociale woningbouw, die in beheer werden genomen door verschillende Amsterdamse woningbouwverenigingen, zoals R.K. woningbouwvereniging Dr. Schaepman, R.K. woningbouwvereeniging Het Oosten en Zomers Buiten. De duplexwoningen waren in eerste instantie als tijdelijke maatregel bedoeld, gebouwd om de woningnood na de oorlog te verlichten. Ze zijn echter nooit afgebroken. De levensduur is verlengd door ingrijpende renovaties. De woningen waren oorspronkelijke gehorig en klein (de gemiddelde oppervlakte varieert van 30 m² voor een tweekamerwoning tot bijna 40 m² voor een driekamerwoning) en van relatief slechte woonkwaliteit, met veel vocht- en schimmelproblemen.

### Hogeland
Tuindorp Oostzaan bestaat uit een laaggelegen en een hooggelegen gedeelte, beter bekend als "lageland" en "hogeland". De hoogteverschillen zijn ontstaan doordat het gebied na de inpoldering van 1872 enkele tientallen jaren werd gebruikt als baggerstortplaats voor slib uit de Amsterdamse grachten en vaarten. Bij Zijkanaal I werd het langste slib gestort en zo kwam dit land steeds hoger te liggen. Het hoogteverschil kwam nog eens nadrukkelijk aan het licht tijdens de watersnood van 14 januari 1960, toen door een dijkdoorbraak het lageland onder water kwam te staan en Tuttifruttidorp droge voeten hield.

### Industriegebied
Sinds begin jaren zestig bevond zich ten oosten van het volkstuinencomplex de Bongerd en ten westen van het Zijkanaal I een klein industriegebied met aansluiting op het Zijkanaal I. Er was maar één toegangsweg vanuit Tuttifruttidorp, de Werktuigstraat. Verder waren de straten vernoemd naar technische zaken. Dit industriegebied is in de loop van de jaren negentig verdwenen.

## Uitbreiding

### Het Hogeland
Ten zuiden van het Terrasdorp is in de jaren 80 van de 20e eeuw de wijk "Het Hogeland" aangelegd op het terrein van voormalige sportvelden. Ook hier zijn de woningen vrijwel allemaal in bezit van woningcorporaties. Sommigen noemen dit de 'Werfbuurt', doordat de straatnamen zijn geïnspireerd op de ambachten die men bedreef op de Nederlandsche Dok en Scheepsbouw Maatschappij, die tot 1979 voor veel werkgelegenheid zorgde voor de inwoners van Tuindorp Oostzaan.
Een uitzondering is Atatürk, de verbindingsweg met de Klaprozenweg.

### De Bongerd
Op het hogere gedeelte van Tuindorp Oostzaan is aan het eind van het eerste decennium van de 21e eeuw ook nog de buurt De Bongerd gebouwd op de plaats van het vroegere volkstuincomplex, waar vele bewoners van Tuttifruttidorp een volkstuintje hadden, en het ten oosten daarvan gelegen vroegere industriegebied. In tegenstelling tot het Hogeland hebben de straten hier ook de namen van fruitsoorten.

## Vliegveld
In 1937 werd op deze gronden een zweefvliegveld aangelegd voor de Amsterdamsche Club voor Zweefvliegen, niet ver van de N.V. Koninklijke Nederlandse Vliegtuigenfabriek Fokker aan de Papaverweg, waar sommige clubleden werkten. In 1938 nam de club het zweefvliegveld in gebruik.
Tijdens de mobilisatie kreeg dit veld, ondanks de slechte kwaliteit van de grasmat en de belabberde thermische condities, van het Wapen der Militaire Luchtvaart de status van hulpvliegveld, dat de naam Buiksloot kreeg. Vliegveld Buiksloot kreeg beschikking over twee grasbanen met een lengte van ongeveer 600 meter en een breedte van 150 meter. In de meidagen van 1940 heeft het vliegveld daarna een militaire rol gespeeld als vluchthaven en uitvalsbasis voor vliegtuigen van verschillende luchtvaartregimenten. Hulpvliegveld Buiksloot werd belangrijk aangezien vliegveld Schiphol op 10 mei 1940 was gebombardeerd. Na de capitulatie gebruikte de Luftwaffe het tot 1943 als noodvliegveld en werd er Duits luchtafweergeschut opgesteld.
 Abberdaan · Admiralenbuurt · Amstel III · Amsteldorp · Amstelkwartier · Andreas Ensemble · Apollobuurt · ArenAPoort · Bajeskwartier · Banne Buiksloot · Bedrijventerrein Sloterdijk · Bellamybuurt · Betondorp · Bijlmer · Binnenstad · Bloemenbuurt · Borgerbuurt · Borneo · Bos en Lommer · Buiksloot · Buiksloterham · Buikslotermeer · Buiteneiland · Buitenveldert · Bullewijk · Burgwallen Oude Zijde · Burgwallen Nieuwe Zijde · Centrum Amsterdam Noord · Centrumeiland · Chassébuurt · Chinatown · Cremerbuurt (Amsterdam) · Cruquius · Czaar Peterbuurt · Da Costabuurt · Dapperbuurt · De Aker · De Baarsjes · De Bongerd · De Eendracht · De Heining · De Krommert · De 9 Straatjes · De Omval · De Pijp · Diamantbuurt · Driemond · Disteldorp · Dubbele Buurt · Duivelseiland · Duvelshoek · Elzenhagen · Erasmusparkbuurt · Floradorp · Frederik Hendrikbuurt · Funenpark · Gaasperdam · Gein · Geuzenveld · Gibraltarbuurt · Gouden Reael · Gulden Winckelbuurt · Grachtengordel · Haarlemmerbuurt · Hallenkwartier · Haven-Stad · Haveneiland · Havenstraatterrein · Helmersbuurt · Het Funen · Holendrecht · Hoofddorppleinbuurt · Houthaven · IJ-oevers · IJburg · IJdock · IJplein · Indische Buurt · Jan Maijenbuurt · Java-eiland · Jeruzalem · Jeugdland ·Jodenbuurt · Jordaan · Julianapark · Kadijken · Kadoelen · Kattenburg · Kinkerbuurt · KNSM-eiland · Kolenkitbuurt · Kop van Jut · Van der Kunbuurt · Laan van Spartaan · Landlust · Landstrekenbuurt · Lastage · Leidsebuurt · Lutkemeer · Marathonbuurt · Marineterrein · Marken · Marktkwartier · Medisch Centrum Slotervaart · Mercatorbuurt · Middelveldsche Akerpolder · Molenwijk · Museumkwartier · Nellestein · Nieuw Sloten · Amsterdam Nieuw-West · Nieuwe Pijp · Nieuwendam · Nieuwendammerdijk en Buiksloterdijk · Nieuwendammerham · Nieuwezijde · Nieuwmarkt · Noorderhof · Noordoever Sloterplas · Noordse Bos · Olympisch Kwartier · Omval · Ookmeer · Oostelijk Havengebied · Oostelijke Eilanden · Oostelijke Handelskade · Oostenburg · Oosterdokseiland · Oosterparkbuurt · Oostoever Sloterplas · Oostpoort · Oostzanerwerf · Osdorp · Oud Osdorp · Oud-Oost · Oud-West · Oud-Zuid · Oude Pijp · Oudezijde · Overamstel · Overhoeks · Overtoombuurt · Overtoomse Buurt · Overtoomse Veld · Park Haagseweg · Park de Meer · Plan van Gool · Plan West · Plan Zuid · Planciusbuurt · Plantagebuurt · Postjesbuurt · Prinses Irenebuurt · Rapenburg · Reigersbos · Riekerpolder · Rieteilanden · Rietlanden · Rivierenbuurt · Robert Scottbuurt · Roeterseiland · Ruigoord · Schinkel (bedrijventerrein) · Schinkelbuurt · Science Park · Sloten · Sloterdijk · Sloterdijk-Centrum · Slotermeer · Slotervaart · Sluisbuurt · Spaarndammerbuurt · Spieringhorn · Sporenburg · Sportheldenbuurt · Staatsliedenbuurt · Stadionbuurt · Steigereiland · Strandeiland · Teleport · Transvaalbuurt · Trompbuurt · Tuindorp Buiksloot · Tuindorp Buiksloterham · Tuindorp Nieuwendam · Tuindorp Oostzaan · Tuttifruttidorp · Van Tijenbuurt · Uilenburg · Universiteitskwartier · Valkenburg · Van der Kunbuurt · Van der Pekbuurt · Van Lennepbuurt · Venserpolder · Vlooienburg · Vogelbuurt · Vogeldorp · Vogeltjeswei · Volewijck · Vondelparkbuurt · Vrije Geer · Waalseiland · Watergraafsmeer · Waterlandpleinbuurt · Waterwijk · Weesp · Weesperbuurt · Weespertrekvaartbuurt · Weesperzijde · Westelijke Eilanden · Westelijke Tuinsteden · Westerdokseiland · Westerpark · Westpoort · Willemspark · Wittenburg · Zeeburg · Zeeburgereiland · Zeeheldenbuurt · Zuidas · Zuideramstel